# Grande Prêmio da Alemanha de 1975
Resultados do Grande Prêmio da Alemanha de Fórmula 1 realizado em Nürburgring em 3 de agosto de 1975. Décima primeira etapa da temporada, foi vencido pelo argentino Carlos Reutemann, da Brabham-Ford. Primeiros pontos de o futuro campeão mundial de F1, Alan Jones

## Classificação

### Treino classificatório
| Pos. | Nº | Piloto             | Equipe          | Tempo  | Diferença |
| ---- | -- | ------------------ | --------------- | ------ | --------- |
| 1    | 12 | Niki Lauda         | Ferrari         | 6:58.6 | -         |
| 2    | 5  | José Carlos Pace   | Brabham-Ford    | 7:00.0 | + 1.4     |
| 3    | 3  | Jody Scheckter     | Tyrrell-Ford    | 7:01.3 | + 2.7     |
| 4    | 4  | Patrick Depailler  | Tyrrell-Ford    | 7:01.4 | + 2.8     |
| 5    | 11 | Clay Regazzoni     | Ferrari         | 7:01.6 | + 3.0     |
| 6    | 2  | Jochen Mass        | McLaren-Ford    | 7:01.8 | + 3.2     |
| 7    | 10 | Hans-Joachim Stuck | March-Ford      | 7:02.1 | + 3.5     |
| 8    | 1  | Emerson Fittipaldi | McLaren-Ford    | 7:02.7 | + 4.1     |
| 9    | 24 | James Hunt         | Hesketh-Ford    | 7:02.7 | + 4.1     |
| 10   | 7  | Carlos Reutemann   | Brabham-Ford    | 7:04.0 | + 5.4     |
| 11   | 9  | Vittorio Brambilla | March-Ford      | 7:06.0 | + 7.4     |
| 12   | 17 | Jean-Pierre Jarier | Shadow-Ford     | 7:07.1 | + 8.5     |
| 13   | 27 | Mario Andretti     | Parnelli-Ford   | 7:08.2 | + 9.6     |
| 14   | 6  | John Watson        | Lotus-Ford      | 7:09.4 | + 10.8    |
| 15   | 21 | Jacques Laffite    | Williams-Ford   | 7:10.0 | + 11.4    |
| 16   | 16 | Tom Pryce          | Shadow-Ford     | 7:10.1 | + 11.5    |
| 17   | 23 | Tony Brise         | Hill-Ford       | 7:10.9 | + 12.3    |
| 18   | 2  | Ronnie Peterson    | Lotus-Ford      | 7:11.6 | + 13.0    |
| 19   | 28 | Mark Donohue       | March-Ford      | 7:11.8 | + 13.2    |
| 20   | 20 | Ian Ashley         | Williams-Ford   | 7:15.9 | + 17.3    |
| 21   | 22 | Alan Jones         | Hill-Ford       | 7:18.6 | + 20.0    |
| 22   | 30 | Wilson Fittipaldi  | Fittipaldi-Ford | 7:19.1 | + 20.5    |
| 23   | 25 | Harald Ertl        | Hesketh-Ford    | 7:19.5 | + 20.9    |
| 24   | 30 | Gijs van Lennep    | Ensign-Ford     | 7:20.4 | + 21.8    |
| 25   | 14 | Lella Lombardi     | March-Ford      | 7:36.4 | + 37.8    |
| DNQ  | 43 | Tony Trimmer       | Maki-Ford       | 7:43.1 | + 40.5    |

### Corrida
| Pos. | Nº | Piloto             | Construtor      | Voltas | Tempo/Diferença | Grid | Pontos |
| ---- | -- | ------------------ | --------------- | ------ | --------------- | ---- | ------ |
| 1    | 7  | Carlos Reutemann   | Brabham-Ford    | 14     | 1:41:14.1       | 10   | 9      |
| 2    | 21 | Jacques Laffite    | Williams-Ford   | 14     | + 1:37.7        | 15   | 6      |
| 3    | 12 | Niki Lauda         | Ferrari         | 14     | + 2:23.3        | 1    | 4      |
| 4    | 16 | Tom Pryce          | Shadow-Ford     | 14     | + 3:31.4        | 16   | 3      |
| 5    | 22 | Alan Jones         | Hill-Ford       | 14     | + 3:50.3        | 21   | 2      |
| 6    | 19 | Gijs van Lennep    | Ensign-Ford     | 14     | + 5:05.5        | 24   | 1      |
| 7    | 29 | Lella Lombardi     | March-Ford      | 14     | + 7:30.4        | 25   |        |
| 8    | 25 | Harald Ertl        | Hesketh-Ford    | 14     | + 7:40.9        | 23   |        |
| 9    | 4  | Patrick Depailler  | Tyrrell-Ford    | 13     | + 1 volta       | 4    |        |
| 10   | 27 | Mario Andretti     | Parnelli-Ford   | 12     | Pane seca       | 13   |        |
| Ret  | 24 | James Hunt         | Hesketh-Ford    | 10     | Roda            | 9    |        |
| Ret  | 11 | Clay Regazzoni     | Ferrari         | 9      | Motor           | 5    |        |
| Ret  | 23 | Tony Brise         | Hill-Ford       | 9      | Acidente        | 17   |        |
| Ret  | 3  | Jody Scheckter     | Tyrrell-Ford    | 7      | Acidente        | 3    |        |
| Ret  | 17 | Jean-Pierre Jarier | Shadow-Ford     | 7      | Pneus           | 12   |        |
| Ret  | 8  | José Carlos Pace   | Brabham-Ford    | 5      | Suspensão       | 2    |        |
| Ret  | 30 | Wilson Fittipaldi  | Fittipaldi-Ford | 4      | Motor           | 22   |        |
| Ret  | 10 | Hans-Joachim Stuck | March-Ford      | 3      | Motor           | 7    |        |
| Ret  | 1  | Emerson Fittipaldi | McLaren-Ford    | 3      | Suspensão       | 8    |        |
| Ret  | 9  | Vittorio Brambilla | March-Ford      | 3      | Suspensão       | 11   |        |
| Ret  | 6  | John Watson        | Lotus-Ford      | 2      | Suspensão       | 14   |        |
| Ret  | 5  | Ronnie Peterson    | Lotus-Ford      | 1      | Embreagem       | 18   |        |
| Ret  | 28 | Mark Donohue       | March-Ford      | 1      | Pneus           | 19   |        |
| Ret  | 2  | Jochen Mass        | McLaren-Ford    | 0      | Acidente        | 6    |        |
| DNS  | 20 | Ian Ashley         | Williams-Ford   |        | Acidente        | 20   |        |
| DNQ  | 35 | Tony Trimmer       | Maki-Ford       |        |                 |      |        |

## Tabela do campeonato após a corrida
| Pos. | Piloto             | Pontos |
| ---- | ------------------ | ------ |
| 1    | Niki Lauda         | 51     |
| 2    | Carlos Reutemann   | 34     |
| 3    | Emerson Fittipaldi | 33     |
| 4    | James Hunt         | 25     |
| 5    | José Carlos Pace   | 24     |

| Pos. | Construtor   | Pontos  |
| ---- | ------------ | ------- |
| 1    | Ferrari      | 54      |
| 2    | Brabham-Ford | 51 (53) |
| 3    | McLaren-Ford | 39,5    |
| 4    | Hesketh-Ford | 25      |
| 5    | Tyrrell-Ford | 24      |

- Nota: Somente as primeiras cinco posições estão listadas. A temporada de 1975 foi dividida em dois blocos de sete corridas onde cada piloto descartaria um resultado. Neste ponto esclarecemos: na tabela dos construtores figurava somente o melhor colocado dentre os carros do mesmo time.